# Armeegruppe Südgriechenland
De Armeegruppe Südgriechenland was een Duitse Armeegruppe in de Tweede Wereldoorlog die vocht in het zuiden van Griekenland. 

## Krijgsgeschiedenis
De Armeegruppe Südgriechenland werd opgericht op 8 september 1943 na de capitulatie van Italië uit de Stab des Deutschen Generals beim italienischen AOK 11.
De volgende dag nam de staf het bevel op zich over het gehele 68e Legerkorps z.b.V., de 11e Luftwaffen-Felddivisie en kleinere eenheden. Het hoofdkwartier van de generale staf lag in Thebe. De belangrijkste taak van de Armeegruppe was het ontwapenen van de Italiaanse eenheden.
Op 18 september 1943 werd de Armeegruppe Südgriechenland alweer opgeheven en diens taken overgenomen door het 68e Legerkorps z.b.V.

## Commandant
| Rang                | Naam           | Begin            | Eind              |
| ------------------- | -------------- | ---------------- | ----------------- |
| General der Flieger | Hellmuth Felmy | 8 september 1943 | 18 september 1943 |